# نوبوتاكا سوزوكي
نوبوتاكا سوزوكي (باليابانية: 鈴木 伸貴) (12 سبتمبر 1983 في أغيو في اليابان – )؛ هو لاعب كرة قدم ياباني سابق كان يلعب كلاعب وسط.

## وصلات خارجية
- نوبوتاكا سوزوكي على موقع رابطة كرة القدم اليابانية للمحترفين (اليابانية)
- نوبوتاكا سوزوكي على موقع قاعدة بيانات كرة القدم.إي يو (الإنجليزية)
- نوبوتاكا سوزوكي على موقع Soccerway.com (الإنجليزية)
- نوبوتاكا سوزوكي على موقع عالم كرة القدم.نت (الإنجليزية)